# The Fragrance Foundation

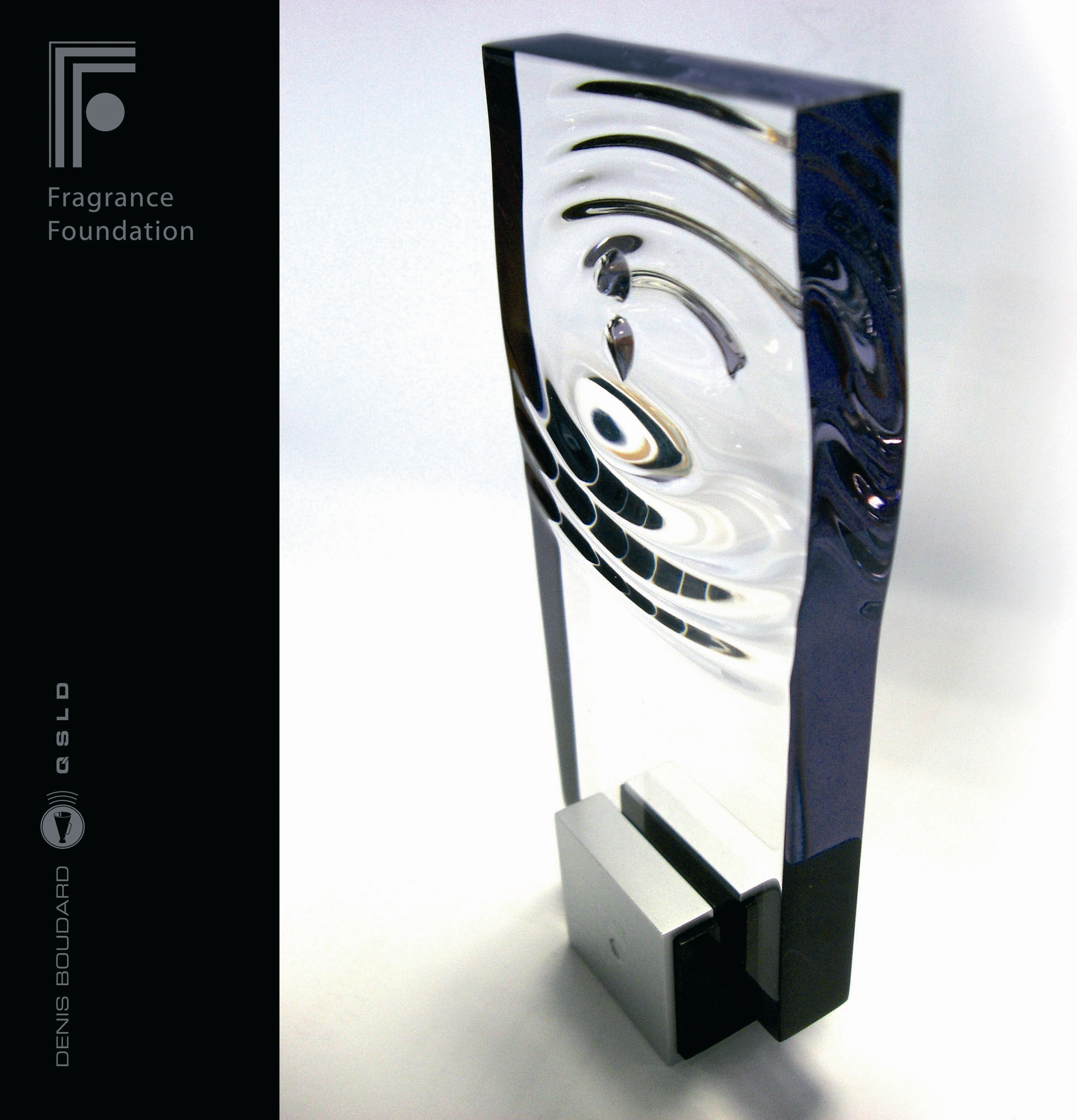
Trófeu do FiFi Awards feita pela The Fragrance Foundation.

The Fragrance Foundation é uma organização mundial da perfumaria.